# My Nintendo
My Nintendo (マイニンテンドー, Mai Nintendō) est l'actuel programme de fidélité de la multinationale japonaise Nintendo, initié en mars 2016 en remplacement du Club Nintendo. Il permet aux joueurs de bénéficier d'offres et de récompenses par le biais de points, distribués en échange de l'achat d'un produit ou de l'utilisation des services et applications de la firme.

## Histoire
Le programme My Nintendo a été lancé le 17 mars 2016 au Japon, et le 31 mars 2016 dans le reste du monde.
Le 1er décembre 2016, My Nintendo a bénéficié d'une refonte, et de l'extension du système de comptes aux enfants, permettant aux moins de 13 ans d'obtenir un compte sous la supervision de leurs parents ou tuteurs.

## Fonctionnalités
Le système de comptes permet désormais de lier son compte Nintendo à des comptes de réseautage social (Google, Facebook et Twitter). Il permet également de s'inscrire à l'aide d'un identifiant Nintendo Network, ou bien grâce à une adresse électronique.
En accomplissant diverses missions, le joueur peut accumuler différents types de points : des points or, platine et platine applications. Ceux-ci peuvent être échangés contre des récompenses, dont des jeux Nintendo 3DS et Wii U en téléchargement, des réductions sur des achats sur le Nintendo eShop ou la boutique en ligne officielle de Nintendo, et des thèmes pour la Nintendo 3DS. Les points or sont attribués lorsque le joueur achète un produit via le Nintendo eShop. Les points platines récompensent des interactions, telles qu'une connexion régulière à l'eShop et à Miiverse. Les points platine applications sont quant à eux gagnés en accomplissant les missions proposées par les applications mobiles Nintendo, comme Miitomo ou Super Mario Run. Ils peuvent servir à acquérir des récompenses au sein même des applications, mais peuvent aussi être combinés avec les points platine pour les récompenses basiques.

## Développement
En janvier 2015, Nintendo annonce la fin prochaine du programme Club Nintendo, en service depuis 2002. La firme annonce également que le programme sera, à terme, remplacé.
Avant sa mort en juillet 2015, l'ancien président Satoru Iwata avait conclu une alliance avec DeNA pour développer des logiciels Nintendo sur appareils mobiles. Au cours d'une conférence de presse donnée à ce sujet, le 17 mars 2015, Iwata a notamment déclaré que les deux sociétés travailleraient conjointement à la conception d'un nouveau programme de fidélité, rassemblant non seulement les consoles Nintendo (les 3DS, Wii U et Nintendo Switch), mais également les smartphones, tablettes et PC ; le but étant, selon lui, de « créer une connexion entre Nintendo et chaque utilisateur, quel que soit le support qu'il utilise ».
Le programme Club Nintendo a été interrompu en 2015, d'abord en Amérique du Nord le 30 juin, puis dans le reste du monde le 30 septembre.
En octobre 2015, lors d'une réunion d'actionnaires, Tatsumi Kimishima, nouveau président de Nintendo, officialise le nom du programme : My Nintendo. Il présente également le nouveau système de comptes, et la toute première application mobile de Nintendo, Miitomo. Le nouveau système de comptes offre plus de choix à l'utilisateur, lui permettant de s'enregistrer avec une simple adresse électronique, un identifiant Nintendo Network, ou bien avec un compte de réseautage social (Google, Facebook ou encore Twitter). Autre nouveauté, le stockage dans le cloud des données de sauvegarde doit être mis en place, pour permettre leur utilisation tant sur console que sur appareil mobile. Il est aussi prévu que My Nintendo donne accès, ultérieurement, à des offres relatives à des lieux réels, tels que des parcs d'attractions, cinémas ou encore points de revente. Selon Tatsumi Kimishima, My Nintendo va jouer un rôle de « pont » entre consoles Nintendo et appareils mobiles.

## Disponibilité
Les préinscriptions pour les comptes Nintendo ont débuté le 17 février 2016 dans 16 pays (sachant qu'un compte Nintendo est requis pour utiliser My Nintendo). Près d'un mois plus tard, le 31 mars 2016, le système de comptes et le service My Nintendo ont été lancés dans 39 pays. Au 1er décembre 2016, My Nintendo est disponible dans 153 pays. La disponibilité des contenus et l'attribution des points peuvent varier selon l'emplacement de l'utilisateur. Le 1er janvier 2017, la Corée du Sud est devenu le 154e pays à pouvoir bénéficier du service.
À l'instar du Club Nintendo, de Nintendo Network ou du Nintendo eShop, My Nintendo ne comprend aucune restriction relative aux adresses IP. Ainsi, un utilisateur présent dans un pays non listé peut prétendre à un compte Nintendo et utiliser les services liés, avec un pays affiché différent de celui où il se trouve, sans que cela n'ait quelque répercussion. Toutefois, les limitations liées au pays choisi dans le Nintendo eShop s'appliquent bel et bien.
Le service My Nintendo est disponible dans beaucoup plus de pays que son prédécesseur, et Nintendo compte encore élargir son aire de disponibilité avec le temps, même si de nombreux pays ajoutés par la suite pourront ne bénéficier que du support des applications mobiles Nintendo.